# Бульвар Сансет (мюзикл)
«Бульвар Сансет» (англ. Sunset Boulevard) — мюзикл композитора Эндрю Ллойда Уэббера по мотивам одноимённого фильма 1950 года. Авторы текста Дон Блэк и Кристофер Хэмптон. Премьера состоялась 12 июля 1993 года в Adelphi Theatre, Вест-Энд, Лондон. Спектакль был поставлен в театрах различных стран более 10 раз. Сюжет основан на истории отношений стареющей звезды немого кино Нормы Десмонд и молодого сценариста Джо Гиллиса.

## Действующие лица
- Норма Десмонд — эксцентричная звезда эпохи немого кино;
- Джо Гиллис — молодой начинающий сценарист;
- Макс фон Мейерлинг — дворецкий миссис Десмонд (в прошлом — её муж);
- Бетти Шефер — молодая девушка, редактор на киностудии, романтическая страсть Джо;
- Сесил Блаунт Демилль — известный режиссёр (реальная фигура в истории кино);
- Арти Грин — жених Бетти, друг Джо;
- Шелдрейк — кинопродюсер;
- Манфред — модный дорогой портной.

## Сюжет
Голливуд, 1949 год. Молодого сценариста Джо Гиллиса преследуют неудачи. Продюсеры киностудий отвергают его сценарии, банковские клерки требуют выплат по кредитам. Единственная радость — встреча с Бетти Шефер, очаровательной девушкой, которая работает редактором на студии Paramount. Во время непринуждённой беседы с ней он замечает чиновников, которые прибыли с намерением изъять у Гиллиса заложенный в банке автомобиль. Джо на своём авто удаётся чуть оторваться от них, но преследователи твёрдо намерены догнать должника. Гиллис въезжает в открытые ворота одного из особняков на Бульваре Сансет, погоня промчалась мимо. Джо входит в дом, где сталкивается с его хозяйкой — Нормой Десмонд, стареющей звездой эпохи немого кино. Кроме неё в огромном особняке только единственный дворецкий и он же шофёр — Макс. Звуковой кинематограф не принял Норму, но она, заключив себя в искусственную многолетнюю изоляцию, по прежнему считает себя эффектной женщиной, популярной и востребованной актрисой. Она сообщает Джо, что только что закончила писать сценарий для Сесила Демилля и планирует с его помощью триумфально вернуться на экраны в роли прекрасной шестнадцатилетней Саломеи. Гиллис предлагает «за ночлег и еду» профессионально доработать сценарий. Джо быстро понимает, что сценарий бездарен, но скрывет своё мнение и начинает работать над ним. Одновременно с этим он всё чаще встречается с Бетти, их изначально деловые отношения перерастают во что-то большее. Девушка даже меняет своё отношение к своей недавней помолвке с Арти, лучшим другом Джо.

Сцена из оригинальной постановки мюзикла. Лондон. 1994 год

Так продолжается несколько месяцев. Норма Десмонд, тем временем, оказывает Гиллису большие и большие знаки внимания, несмотря на его внешнее противодействие этому. Свою любовную страсть она выражает откровенно и назойливо. Однажды в канун Нового Года, когда Джо в очередной раз один отправляется на вечеринку, Норма совершает попытку самоубийства. Жалея её, Гиллис возвращается. Они вступают в интимные отношения. Джо осознаёт, что превращается в альфонса.
Некто со студии Paramount по телефону приглашает Норму Десмонд на встречу с Демиллем для обсуждения постановки нового фильма. Режиссёр, как и бывшие коллеги Нормы, встречает её очень тепло, но от обсуждения сценария о Саломее уклоняется. Дворецкий Макс, выполняющий функции шофёра, постепенно догадывается, что студия заинтересована в съёмках не миссис Десмонд, а её антикварного автомобиля. Однако Норма уверена, что её новый творческий успех близок.
Десмонд догадывается, что Джо влюблён в Бетти. Норма требует, чтобы та приехала к ней, но Джо открывается девушке первым. Он признаётся, что доволен своим положением, а Бетти необходимо вернуться к Арти. Мисс Шефер сокрушённо уходит. Гиллис сообщает Десмонд, что хочет покинуть её и вернуться в родной город в штат Огайо. Кроме того, её сценарий ужасен, а планы возврата в кино невыполнимы. Обезумевшая Норма стреляет в Джо. Очень скоро на место убийства прибывают полицейские и журналисты. Принимая их за поклонников, а вспышки фотокамер и автомобильных фар — за свет софитов, она театрально спускается по парадной лестнице особняка и произносит фразу: «А теперь, мистер Демилль, я готова к своему крупному плану».

## История создания
На волне успеха фильма «Бульвар Сансет» актриса, которая исполнила роль Нормы Десмонд Глория Свенсон, совместно с пианистом и певцом Диксоном Хьюзом приступила к работе над музыкальной адаптацией сюжета фильма. Планируемый спектакль заканчивался более оптимистично: Норма позволяет Джо уйти к Бетти (в фильме она убивает его). Однако, по неразглашённым причинам, владеющая правами на сюжет компания Paramount не даёт Свенсон согласия на постановку. Только в 2008 году наработанный материал, который был сохранён в архивах Техасского университета, был издан на CD.
Ллойд Уэббер впервые посмотрел фильм в начале 70-х годов. Практически сразу он был вдохновлён на создание главной музыкальной темы возможного мюзикла. В 1976 году состоялась предварительная беседа с Хэлом Принсем, владельцем прав на театральную постановку Бульвара Сансет о возможном сотрудничестве. Однако композитор смог вернуться к этим планам только в 1989 году после выхода мюзикла «Аспекты любви».
В 1991 году Ллойд Уэббер обратился к юристу из Нью-Йорка Эми Пауэрсу с предложением написать тексты для будущего мюзикла. Предварительный показ был запланирован на ближайший Сидмонтонский Фестиваль, который с 1975 года каждый сентябрь композитор организует в поместье в Хемпшире для демонстрации новинок жанра как собственного сочинения, так и представленных другими авторами. Из-за временны́х ограничений к работе над текстами был привлечён опытный поэт Дон Блэк. Состоявшаяся в намеченный срок презентация мюзикла успеха не имела. Эндрю Ллойд Уэббер коренным образом пересмотрел свой подход к постановке, были заменены исполнители главных ролей, тесты совместно с Доном Блэком переработал Кристофер Хэмптон. Уже на Сидмонтонский Фестиваль следующего, 1992 года была представлена новая версия Бульвара Сансет, которая получила высокие отзывы и, практически без изменений, стала основой для оригинальной постановки мюзикла в Adelphi Theatre.

### Оригинальная постановка.Вест-Энд,Лондон, 1993 год
Режиссёром первой постановки в Adelphi Theatre стал Тревор Нанн, хореографом — Боб Эвиан. Роль Нормы Десмонд исполняла Пэтти Люпон — американская певица и актриса, известная ранее по роли Эвы Дуарте в мюзикле «Эвита», принесшей ей в 1979 году премию Тони; Джо Гиллес — Кевин Андерсон; Макс — Даниэль Бензали; Бетти — Мередит Браун. Общее настроение высказываний критиков резюмирует The New York Times: «…(мюзикл) вряд ли станет объектом многолетних атак туристов, как это случилось с другим международным хитом Ллойд Уэббера „Призрак Оперы“. Первые отзывы были ровные, скорее поддерживающие. Однако кто-то из критиков метко заметил, что „Бульвар Сансет“ не так похож на фильм Билли Вайлдера 1950 года, на котором он основан, сколько на „Город ангелов“ (мюзикл Сая Коулмэна, который был поставлен на Бродвее в 1989 году)».
К весне 1994 года и без того не ажиотажный интерес к мюзиклу стал утихать. К концу марта представление было приостановлено, но уже 19 апреля 1994 года состоялась «вторая премьера». Были заменены декорации и введены новые исполнители: Бетти Бакли в качестве Нормы Десмонд и Джон Бэрроумен в качестве Джо Гиллеса. Авторитетная The Independent резюмирует: «Шоу смотрится лучше, чем то, которое получило неоднозначные отзывы прошлым летом». В последующие годы роль эксцентричной кинодивы исполняли Элейн Пейдж, Петула Кларк, Рита Морено. Шоу было закрыто 5 апреля 1997 года, выдержав 1530 представлений.

### Постановка вЛос-Анджелес Сити, 1993 год
Американская премьера мюзикла состоялась в Shubert Theatre Лос-Анджелеса 9 декабря 1993 года. Ведущие роли исполнили: Норма Десмонд — Гленн Клоуз, Джо Гиллес — Алан Кэмпбелл; Макс — Джордж Хирн; Бетти — Джуди Кун. Ллойд Уэббер переработал сценарий, изменил оркестровку, добавил дополнительный номер «Every Movie’s A Circus». Спектакль был хорошо принят критикой и выдержал 369 представлений.

### Постановка наБродвее,Нью-Йорк, 1994 год
Мюзикл на Бродвее впервые был показан в Minskoff Theatre 17 ноября 1994 года и был практически полностью перенесён из Лос-Анджелеса. Те же актёры исполняли свои роли (Бетти исполняла Элис Рипли). Предпремьерный период был отмечен самым высоким в истории Бродвея уровнем предварительной продажи билетов на предстоящее шоу. Мюзикл демонстрировался 977 раз.

### Русскоязычная премьера вЕреване,Армения, 2023 год
Русскоязычная премьера мюзикла состоялась в апреле 2023 года. В главной роли Нормы Десмонд — Тамара Гвердцители. Новая постановка режиссера Антона Музыкантского была представлена по специальному соглашению с театральной компанией Эндрю Ллойда Уэббера «Really Useful Group». Кандидатуру Гвердцители утвердил Уэббер самолично. 6 спектаклей состоялись в Спортивно-Концертный Комплекс имени Карена Демичяна в апреле 2023 года. В роли Джо Гиллис — лауреат Золотой Маски Евгений Елпашев; Бэтти Шефер — Алия Агадилова; Макс фон Мейерлинг — Артур Манукян. Проект представила продюсерская компании SkyFist Studio. Спектакль был высоко оценен российской и международной прессой.

## Музыкальные номера
| Акт I - Overture / I Guess It Was 5AM — Джо - Let’s Have Lunch — Джо, актёры, актрисы, сценаристы, Арти, Шелдрейк, Бетти - Every Movie’s A Circus — Бетти, Джо - Car Chase — оркестр - At the House on Sunset — Джо - Surrender — Норма - With One Look — Норма - Salome — Норма, Джо - Greatest Star of All — Макс - Every Movie’s a Circus (реприза) — актёры, актрисы, официанты, Арти, Джо, Бетти, Бармен - Girl Meets Boy — Джо, Бетти - Back at the House on Sunset — Джо, Макс - New Ways to Dream — Норма, Джо - Completion of the Script — Норма, Джо - The Lady’s Paying — Норма, Манфред, Джо, хор - New Year’s Eve — Джо, Макс - The Perfect Year — Норма, Джо - This Time Next Year — хор, Арти, Бетти, Джо, Сесил Б. Демилль - New Year’s Eve (Back at the House on Sunset) — Джо, Норма | Акт II - Entr’acte — оркестр - Sunset Boulevard — Джо - There’s Been a Call (Perfect year (реприза)) — Норма - Journey to Paramount — Джо, Норма - As If We Never Said Goodbye — Норма - Paramount Conversations — Бетти, Джо, Норма, Сесил Б. Демилль, Шелдрейе, Макс - Surrender (реприза) — Сесил Б. Демилль - Girl Meets Boy (Reprise)- Джо, Бетти - Eternal Youth Is Worth a Little Suffering — Норма, астролог, косметологи - Who’s Betty Schaefer? — Джо - Betty’s Office at Paramount — Джо, Бетти - Too Much in Love to Care — Бетти, Джо - New Ways to Dream (реприза)- Макс - The Phone Call — Норма - The Final Scene — Джо, Бетти, Норма, Макс |

## Экранизация мюзикла
В 2005 году Paramount Pictures объявила о планах экранизации мюзикла. Выход фильма был запланирован на 2006 год, позже перенесён на 2008 год, но из-за забастовки Гильдии сценаристов США ещё раз отложен до 2011 года. На роль Нормы Десмонд рассматриваются несколько кандидатур подлинно великих актрис: Гленн Клоуз, Лайза Миннелли, Барбра Стрейзанд, Мерил Стрип. Лайза Минелли утверждает, что Ллойд Уэббер ей первой предложит эту роль. Сам Ллойд Уэббер, по его собственным словам, был бы не прочь видеть в роли Нормы известную певицу Мадонну, ранее сыгравшую главную роль в экранизации мюзикла «Эвита» Эндрю Ллойда Уэббера и Тима Райса.